# 狂い華
『狂い華』（くるいばな）は、井上博貴、戸田彬弘、湯浅典子の3監督によるオムニバス映画であり、ホラー映画である。

## 概要
ホラーでありサスペンスであるというジャンルに含まれる。
監督は『ヒガンバナ～警視庁捜査七課～』、『空っぽの渦』、『宇田川町で待っててよ。』の湯浅典子、『宝池に寄り道を』、『夕暮れの催眠教室』の井上博貴、『名前』、『ねこにみかん』の戸田彬弘であり、映画はオムニバスである。
出演者は、堀田真由、松本穂香、小野花梨、阿部進之介ら。

## ストーリー
呪いうつり
母親が亡くなってから1年ほどの真梨（堀田真由）。そこに父（結城貴史）が、再婚を考えている麻美（小松彩夏）を連れてくる。そこで怪現象が起きる。
ワルツ
モキュメンタリー映画撮影のために廃屋にやってきた、メイキング担当の陽子（松本穂香）。しかしそこには、カメラマンの姿がない。
優しい日常
教師の津田（阿部進之介）は、骨折した生徒、亜実（小野花梨）の家を訪ねる。家族の様子から一家の秘密を知っていく。

## キャスト
呪いうつり
- 倉田真梨 - 堀田真由
- 上条麻美 - 小松彩夏
- 倉田洋介 - 結城貴史
- 安藤佳子 - 河原美結
- 山田瑞穂 - 東野瑞希
- 川村 - 坂城君

ワルツ
- 藤井陽子 - 松本穂香
- 大石健二 - 武田航平
- 田中亜希 - 志保
- 中村彩音 - 春川桃菜
- 堤拓也 - アベラヒデノブ

優しい日常
- 津田芳樹 - 阿部進之介
- 藤崎亜実 - 小野花梨
- 藤崎翔 - 須田瑛斗
- 飯田萌絵 - 伊藤くらら